# Echidnopsis repens
Echidnopsis repens là một loài thực vật có hoa trong họ La bố ma. Loài này được R.A.Dyer & Verdoorn mô tả khoa học đầu tiên năm 1939.